# Háris Alexíou
Háris Alexíou (en grec : Χάρις Αλεξίου, ce qui peut se transcrire Kháris Alexíou ou Cháris Alexíou), née Haríklia Roupáka (Χαρίκλεια Ρουπάκα) le 27 décembre 1950 à Thèbes en Grèce, est une chanteuse grecque.

## Carrière
Elle est considérée en Grèce comme l'une des chanteuses les plus populaires et enchaîne les succès commerciaux depuis les années 1970. Elle a travaillé avec d'importants auteurs-compositeurs, s'est donnée en concert sur les plus grandes scènes mondiales et a été plusieurs fois récompensée pour son œuvre. Elle a enregistré plus de trente albums et son nom se retrouve dans les albums d'autres musiciens (Georges Dalaras, Míkis Theodorákis, Manos Loizos, Apostolos Kaldaras, Stávros Kouyioumtzís et Yánnis Spanós). Selon Petros Dragoumanos, spécialiste en chanson grecque, Háris Alexíou serait la chanteuse grecque ayant vendu le plus d'albums au monde et tiendrait la troisième place derrière Georges Dalaras et Yánnis Pários (en) en tenant compte des chanteurs de la même nationalité. Entre 1977 et 2003, huit de ses albums se sont vendus à plus de 100 000 exemplaires. Ce succès peut s'expliquer du fait que la chanteuse a touché à différents styles de musique au cours de sa carrière et a ainsi atteint un large public.
Háris Alexíou vit à Athènes depuis 1958, date à laquelle sa famille est partie de Thèbes. La famille de sa grand-mère avait été expulsée de Smyrne (İzmir aujourd'hui) en 1924 et s'était installée à Thèbes.

## Discographie

### 45 tours
- 1970 : Otan pini mia gineka

Face A : "Otan pini mia gineka", Háris Alexíou (H. Vasiliades, Pythagoras)

Face B : "Periexomeno den exeis", Mpampis Tsetinis-Pitsa Papadopoulou (H. Vasiliades, Pythagoras)
- 1971 : To parasinthima (Apostolos Kaldaras)

Face A : "To parasinthima", Háris Alexíou (Apostolos Kaldaras)

Face B : "Oi dyo zitianoi", Yannis Parios (Ap. Kaldaras, G. Samoladas)
- 1971 : Tous antres tha katarasto

Face A : "Tous antres tha katarasto", Háris Alexíou (G. Hadjinasios, N. Gabriilides)

Face B : "Thaho tis grillies anoiktes", Háris Alexíou (G. Hadjinasios, N. Gabriilides)
- 1971 : Irthe i agapi

Face A : "Irthe i agapi (Efige i agapi)", Háris Alexíou -Tolis Voskopoulos (T. Voskopoulos, E. Lymperopoulos)

Face B : "Pali monaxo to paidi", Háris Alexíou (T. Voskopoulos, E. Lymperopoulos)
- 1972 : Hasapiko 40

Face A : "Hasapiko 40", Háris Alexíou (M.Hadjidakis, N. Gatsos)

Face B : "Agapi mesa stin kardia", Háris Alexíou (M.Hadjidakis, N. Gatsos)
- 1972 : Den yparxei eftyxia

Face A : "Hasapiko 40", Háris Alexíou (M.Hadjidakis, N. Gatsos) [same as above]

Face B : "Den yparxei eftyxia" Litsa Diamanti (G. Katsaros, Pythagoras)
- 1972 : Mais

Face A : "Mais", Háris Alexíou (G. Metsikas, M. Fakinos)

Face B : "Tosa kai tosa ximeromata" Háris Alexíou (G. Metsikas, M. Fakinos)
- 1972 : O marmaromenos vasilias, provenant du 33 tours Mikra Asia

Face A : "O marmaromenos vasilias", Háris Alexíou (Ap. Kaldaras, Pythagoras)

Face B : "Mes stou Vosporou ta stena", [George Dalaras] (Ap. Kaldaras, Pythagoras)
- 1973 : Maria me ta kitrina provenant du 33 tours O, ti kosmos mpampa!

Face A : "Maria me ta kitrina", Háris Alexíou (V. Dimitriou)

Face B : "Aspra, kokkina, kitrina, mple", Háris Alexíou (D. Moutsis, G. Logothetis)
- 1973 : San louloudi tsakismeno

Face A : "San louloudi tsakismeno", Háris Alexíou (S. Kouyioumtzís, K. Athanasiou)

Face B : "Efyge to treno gia tin dysi", Háris Alexíou (S. Kouyioumtzís, K. Athanasiou)
- 1973 : Paei paei manoula mou

Face A : "Paei paei manoula mou", Háris Alexíouu (T. Soukas, Pythagoras)

Face B : "To prosklitirio", Háris Alexíou (T. Soukas, Pythagoras)
- 1973 : Kampana tou esperinou, provenant du 33 tours Vyzantinos Esperinos

Face A : "Kampana tou esperinou", Háris Alexíou (A. Kaldaras, L. Papadopoulos)

Face B : "Kai na ‘mouna to palikari", George Dalaras (T. Soukas, Pythagoras)
- 1974 : Ti talaiporia, provenant du 33 tours Aspro Mavro

Face A : "Ti talaiporia", Háris Alexíou (G. Hadjinasios, S. Tsotou)

Face B : "Ola mas ta plouti", Yannis Parios (G. Hadjinasios, S. Tsotou)
- 1974 : Poios to kserei, provenant du 33 tours Kalimera ilie

Face A : "Poios to kserei", Háris Alexíou (Manos Loïzos)

Face B : "Kalimera ilie", Kostas Smokovitis and Aleka Aliberti (Manos Loizos)
- 1975 : Na kseres file…

Face A : "Na kseres file", Háris Alexíou (Nasos Nakas)

Face B : "Stis rizes t’ ouranou", Yannis Parios (Nasos Nakas)
- 1975 : Dimitroula mou, provenant du 33 tours 12 Laika tragoudia

Face A : "Dimitroula mou", Háris Alexíou (old folk song)

Face B : "Pos to lene", Háris Alexíou (H. Vasiliades, Pythagoras) 
- 1976 : Elenitsa, provenant du 33 tours Haris Alexiou 2

Face A : "Elenitsa", Háris Alexíou (old folk song)

Face B : "Tsachpin", Háris Alexíou (old folk song) 
- 1976 : Erinaki, provenant du 33 tours Haris Alexiou 2

Face A : "Erinaki", Háris Alexíou (old folk song)

Face B : "O doctor", Háris Alexíou (old folk song)
- 1976 : I garsona, provenant du 33 tours Haris Alexiou 2

Face A : "I garsona", Háris Alexíou (old folk song)

Face B : "Ela pare me", Háris Alexíou (G. Sarris, L. Papadopoulos)
- 1977 : Esenane tha dialega, provenant du 33 tours Laikes Kyriakes

Face A : "Esenane tha dialega", Háris Alexíou (S. Kouyioumtzís, L. Papadopoulos)

Face B : "Treis i ora nychta", Háris Alexíou (S. Kouyioumtzís, Mános Eleftheríou)
- 1977 : Matia mou matia mou, provenant du 33 tours Laikes Kyriakes

Face A : "Matia mou matia mou", Háris Alexíou (S. Kouyioumtzís, L. Papadopoulos)

Face B : "Ta mavra koroideveis", Háris Alexíou (S. Kouyioumtzís, Mános Eleftheríou)
- 1981 : O fantaros (juke box 45" inch single)

Face A : "O fantaros", Háris Alexíou (M. Loizos, M. Rasoulis), provenant du 33 tours Ta tragoudia tis Haroulas

Face B : "Ksimeronei", Háris Alexíouu (A. Vardis, H. Alexíou), provenant du 33 tours Ksimeronei
- 1982 : Omorfe mou kosme

Face A : "Omorfe mou kosme", Háris Alexíou (Nasos Nakas-Nanopoulos)

Face B : "Parapono", Giorgos Sarris (Nasos Nakas-Nanopoulos)
- 1985 : Kokkino Garifallo, de l'album de Yannis Parios intitulé Ego ki esy

Face A : "Kokkino garyfallo", Yannis Parios et Háris Alexíou (Nikos Ignatiadis)

Face B : "Lovely mandolin [Kokkino garifallo]", Yannis Parios et Háris Alexíou (Nikos Ignatiadis, S. Fassois)
- 1985 : Gia ta paidia

Face A : "Gia ta paidia", Háris Alexíou, Bessy Argiraki, Anna Vissi, Tolis Voskopoulos e.t.c. (A. Papadimitriou, Ph. Nikolaou)

Face B : "Gia ta paidia [Instrumental]", Háris Alexíou, Bessy Argiraki, Anna Vissi, Tolis Voskopoulos e.t.c. (A. Papadimitriou, Ph. Nikolaou)
- 1986 : Mplexan oi grammes mas, de l'album de Fatmé intitulé Vgainoume ap’ to tunnel

Face A : "Mplexan oi grammes mas", Fatmé avec Háris Alexíou (Nikos Portokaloglou)

Face B : "Pote tha se varetho", Fatmé (Nikos Portokaloglou)
- 1990 : Mia pista apo fosforo

Face A : "Dimitroula mou", Háris Alexíou (chanson traditionnelle)

Face B : "Mia pista apo fosforo", Háris Alexíou (Th. Mikroutsikos, L. Nikolakopoulou), provenant du 33 tours Krataei xronia afti i kolonia
- 1992 : Magissa, provenant du 33 tours Di’ Efhon (single de promotion)

Face A : "Magissa", Háris Alexíou (N. Antypas, L. Nikolakopoulou)

Face B : "Di’ Efhon", Háris Alexíou (N. Antypas, L. Nikolakopoulou)
- 1992 : Na ziso i na pethano, provenant du 33 tours Di’ Efhon (single de promotion)

Face A : "Na ziso i na pethano", Háris Alexíou (N. Antypas, L. Nikolakopoulou)

Face B : "I sinavlia", Háris Alexíou (N. Antypas, L. Nikolakopoulou)
- 1994 : Ei, provenant du 33 tours Ei! (single de promotion)

Face A : "Ei", Háris Alexíou (N. Antypas, L. Papadopoulos)

Face B : "S’ Ehasa", Háris Alexíou (N. Antypas, L. Papadopoulos)
- 1995 : Oi filoi mou, provenant du 33 tours Odos Nefelis ’88

Face A : "Oi filoi mou", Háris Alexíou (Háris Alexíou)

Face B : "Minoraki", Háris Alexíou (Háris Alexíou)

### 33 tours / CD

#### Collaborations principales
- 1972 : Mikra Asia (album d'Apostolos Kaldaras, avec Georges Dalaras)
- 1973 : Byzantinos Esperinos (album d'Apostolos Kaldaras, avec George Dalaras)
- 1974 : Prodomenos Laos (album de Mikis Theodorakis)
- 1974 : Kalimera Ilie (album de Manos Loizos)
- 1974 : Gia Rembetes Kai Gia Filous (album d'Apostolos Kaldaras)
- 1974 : Odos Aristotelous (album de Yannis Spanos)

#### Solo
- 1975 : 12 Laika Tragoudia
- 1976 : Laikes Kyriakes
- 1976 : Háris Alexíou 2
- 1977 : 24 Tragoudia Kai 1 Tragoudi
- 1979 : Ta Tragoudia Tis Haroulas
- 1980 : Ksimeronei
- 1981 : Ta Tragoudia Tis Htesinis Meras
- 1981 : Ta Tragoudia Tis Yis Mou
- 1982 : I Zoi Mou Kyklous Kanei
- 1983 : Ta Tsilika
- 1984 : Emfilios Erotas
- 1986 : I Agapi Einai Zali
- 1986 : A Paris
- 1987 : I Haris Alexiou Se Aprovlepta Tragoudia
- 1988 : I Nihta Thelei Erota
- 1990 : Krataei Hronia Afti I Kolonia
- 1991 : I Alexiou Tragoudaei Hatzi
- 1991 : I Diki Mas Nihta
- 1992 : Di'Efhon
- 1994 : Ei
- 1995 : Odos Nefelis '88
- 1996 : Gyrizontas Ton Kosmo
- 1997 : Ena Fili Tou Kosmou
- 1997 : Gyrizontas Ton Kosmo Kai Ena Fili Tou Kosmou
- 1998 : To Paihnidi Tis Agapis
- 2000 : Parakseno Fos
- 2000 : Psythyri
- 2002 : Cine Kerameikos
- 2003 : Os Tin Akri Tou Ouranou Sou
- 2004 : Anthologio
- 2006 : Vissino Kai Nerantzi
- 2006 : Gyrizontas Ton Kosmo Kai Ena Fili Tou Kosmou (Special Edition)
- 2007 : Alexíou - Malamas - Ioannidis
- 2007 : Afieroma Sto Mano Loizo
- 2009 : I Agapi Tha Se Vri Opou Kai Na'sai

Le tableau suivant présente, pour chaque album solo de Háris Alexíou labellisé disque d'or ou de platine, le nombre de ventes par ordre décroissant. Les ventes des rééditions ne sont pas comptées.
| Titre de l'album                                           | Mois et année | Label   | Particularité | Format           | Or/Platine | Ventes  |
| ---------------------------------------------------------- | ------------- | ------- | ------------- | ---------------- | ---------- | ------- |
| Gyrizontas Ton Kosmo, Live '92-'96                         | Avril 1996    | Mercury | concert       | 33 tours & CD    | Platine    | 175 000 |
| Os Tin Akri Tou Ouranou Sou                                | Sept. 2003    | EMI     |               | CD               | Platine    | 170 000 |
| Gyrizontas Ton Kosmo Kai Ena Fili Tou Kosmou, Live '92-'97 | Déc. 1997     | Mercury | concert       | CD               | Platine    | 115 000 |
| Di'Efhon                                                   | Oct. 1992     | Philips |               | 33 tours & CD    | Platine    | 110 000 |
| I Agapi Einai Zali                                         | Avril 1986    | Minos   |               | 33 tours & CD    | Platine    | 100 000 |
| Ta Tragoudia Tis Htesinis Meras                            | Avril 1981    | Minos   |               | 33 tours & CD    | Platine    | 100 000 |
| Ta Tragoudia Tis Haroulas                                  | Juin 1979     | Minos   |               | 33 tours & CD    | Platine    | 100 000 |
| 24 Tragoudia                                               | Nov. 1977     | Minos   |               | 2 33 tourss & CD | Platine    | 100 000 |
| Odos Nefelis '88                                           | Fév. 1995     | Philips |               | 33 tours & CD    | Platine    | 86 000  |
| Anthologio                                                 | Oct. 2004     | EMI     | best of       | 2CD              | Platine    | 80 000  |
| Ena Fili Tou Kosmou                                        | Avril 1997    | Mercury | concert       | CD               | Platine    | 75 000  |
| I Haris Alexiou Se Aprovlepta Tragoudia                    | Avril 1987    | Minos   |               | 33 tours & CD    | Or         | 75 000  |
| I Nihta Thelei Erota                                       | 1988          | Minos   |               | 33 tours & CD    | Or         | 68 000  |
| To Paihnidi Tis Agapis                                     | Mai 1998      | Mercury |               | CD               | Platine    | 61 000  |
| Vissino Kai Nerantzi                                       | Juin 2006     | EMI     |               | CD               | Platine    | 50 000  |
| Krataei Hronia Afti I Kolonia                              | Mars 1990     | Minos   |               | 33 tours & CD    | Or         | 50 000  |
| Emfilios Erotas                                            | Déc. 1984     | Minos   |               | 33 tours & CD    | Or         | 50 000  |
| I Zoi Mou Kyklous Kanei                                    | Avril 1982    | Minos   |               | 33 tours & CD    | Or         | 50 000  |
| Ksimeronei                                                 | Juin 1980     | Minos   |               | 33 tours & CD    | Or         | 50 000  |
| Laikes Kyriakes                                            | Déc. 1976     | Minos   |               | 33 tours & CD    | Or         | 50 000  |
| 12 Laika Tragoudia                                         | 1975          | Minos   |               | 33 tours & CD    | Or         | 50 000  |
| Afieroma Sto Mano Loizo                                    | Oct. 2007     | Estia   | concert       | 2CD & DVD        | Platine    | 40 000  |
| Alexiou-Malamas-Ioannidis Lykabettus Live                  | Mars 2007     | Estia   | concert       | 2CD & DVD        | Platine    | 30 000  |
| Psythyri                                                   | Sept. 2000    | Mercury |               | CD               | Or         | 30 000  |
| Ei                                                         | Mai 1994      | Philips |               | 33 tours & CD    | Or         | 30 000  |
| Cine Kerameikos                                            | Mai 2002      | Estia   | concert       | 2CD              | Or         | 25 000  |
| Parakseno Fos'                                             | Déc. 2000     | Sony    |               | CD               | Or         | 25 000  |
| 'Dos mou mia mera/I diki mou kseni                         | Mars 1998     | Philips |               | CD Single        | Or         | 11 000  |